# Херметички ред Златне зоре
Златна зора (енгл. Golden Dawn) је херметички ред с краја 19. и почетком 20. века.

## Оснивање
Златну зору 1888. оснивају Вилијем Вин Вестког, Вилијем Роберт Вудмен и Семјуел Метерс у Великој Британији. Ред се на почетку свог постојања представљао као херметичко друштво одабраних розенкројаца и чак је неко време важио за искључиво розенкројцерски ред.Групе су затвореног типа и несталног чланства. Као и у прошлости и данас су чланови Златне зоре активни у некој од постојећих окултних група као на пример Бела гностичка црква, Интернационална школа златног ружиног крста, Ордо Темпли Ориентис, итд.

## Ритуали
Ученици након уласка у ред почињу да практикују магију. Објашњава им се пракса сексуалне магије, затим алхемија, одбрана од црне магије, итд. 
Хијерархија реда је подељена у три степена и сваки од њих има свој психомагијски ниво. Када би практиканти првог реда овладали горе поменутим техникама морали би да проведу обавезних 9 месеци, што би се односило на време које прође пре порођаја након чега би се нови адепт (особа која је аплицирала за пријем) симболично родио, у напорним медитацијама, самоанализама и самотерапијама. Уласком у други степен адепти би постали ″мајстори окултизма″, у овом степену постоје 3 чина, млађи, старији и ослобођени адепт. Велику белу ложу чинили су мајстори трећег реда, да би ушли у коначни трећи степен адепти су прешли бездан која подразумева распад претходне личности и стварање потпуно нове у виду бестелесних мајстора који ће руководити Златном зором. Пред њиховим очима се одвијала духовна еволуција људског рода. Један од адепта трећег степена био је и Алистер Кроули.

## Контроверзе
Поједини извори наводе да многи искушеници никада нису достигли други степен јер би строге медитације код њих изазвале стање шизофреније као и друга обољења, самим тим се у реду сматра да су други и трећи степен само за одабране.